# Pulkovo-Airlines-Flug 9045
Auf dem Pulkovo-Airlines-Flug 9045 (Flugnummer: FV9045) verunglückte am 24. Februar 1994 eine Antonow An-12BP kurz vor der Landung in Naltschik in Kabardino-Balkarien. Bei dem Unfall kamen alle 13 Personen an Bord der Maschine ums Leben.

## Flugzeug
Bei dem auf dem Flug eingesetzten Flugzeug handelte es sich um eine 23 Jahre alte Antonow An-12BP aus sowjetischer Produktion, die ihren Erstflug im Jahr 1971 absolviert hatte. Die Maschine trug die Werksnummer 01348002 und die Modellseriennummer 80-02. Die Maschine trug bei ihrer Inbetriebnahme das sowjetische Luftfahrzeugkennzeichen CCCP-11342. Das Flugzeug wurde am 26. Dezember 1970 an die Sowjetische Luftwaffe ausgeliefert. Im Jahr 1990 übernahm die Fluggesellschaft Aerocomplex die Antonow, die sie im Jahr 1993 an die Pulkovo Airlines weitergab. Diese ließ die Maschine mit dem neuen, russischen Luftfahrzeugkennzeichen RA-11118 zu.  Das viermotorige Transportflugzeug war mit vier Turboprop-Triebwerken des Typs Iwtschenko AI-20M ausgestattet.

## Besatzung
Es befand sich eine sechsköpfige Besatzung an Bord, bestehend aus dem 45-jährigen Flugkapitän Nikolai Petrowitsch Janizki, dem 46-jährigen Ersten Offizier Wiktor Anatoljewitsch Prasolow, dem 46-jährigen Navigator Michail Nikolajewitsch Wlasow, dem 41-jährigen Bordfunker Alexandr Jurljewitsch Ljewtschuk, dem 31-jährigen Bordmechaniker Sergej Maratowitsch Anisimow und dem 31-jährigen Flugbetriebsleiter Juri Anatoljewitsch Jewstafjew.

## Passagiere und Fracht
Es flogen sieben Passagiere mit. Das Flugzeug transportierte eine Ladung Münzen mit einem Gewicht von 12.515 kg, welche in der Prägestätte St. Petersburg geprägt wurden.

## Unfallhergang

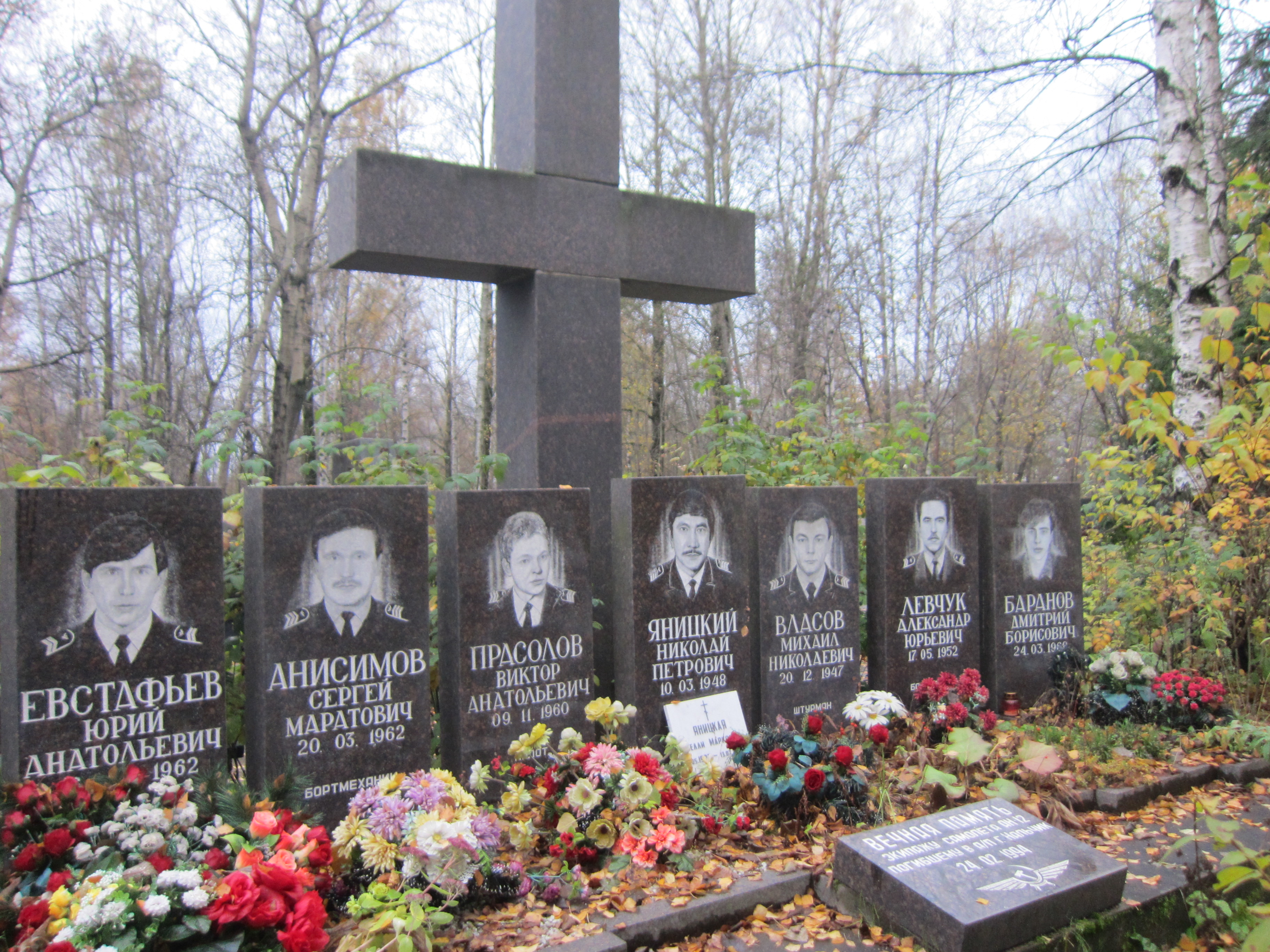
Gedenkstätte für die verunglückte Besatzung der Maschine

Der Flug der Maschine von St. Petersburg nach Wolgograd, die Zwischenlandung und der anschließende Start zum Weiterflug verliefen ohne besondere Vorkommnisse. Als sich die Maschine im Anflug auf Naltschik befand, übermittelte der Fluglotse den Piloten Informationen über das aktuelle Wetter. Die übermittelten Daten enthielten keine Hinweise auf Vereisungsbedingungen, weshalb die Piloten die Enteisungsanlage zunächst nicht aktivierten.
Die Anlage zur Triebwerksenteisung wurde erst unmittelbar vor dem Einfliegen in eine Wolkendecke eingeschaltet. Es war im Nachhinein nicht mehr feststellbar, ob die Enteisungsanlage der Höhenflosse eingeschaltet war, aber mit hoher Wahrscheinlichkeit wurde sie nicht eingeschaltet. In einer Entfernung von 16 Kilometern zur Landebahn wurden die Klappen um 15 Grad ausgefahren. Nachdem die Besatzung in einer Entfernung von 8 Kilometern den Gleitpfad angeflogen hatte, begann sie, die Klappen bis auf 35 Grad auszufahren, woraufhin die Maschine 31 Sekunden später auf dem Boden aufschlug.
Durch das weitere Ausfahren der Klappen auf 35 Grad sank die Maschine geringfügig, um etwa 20 Meter, unter den Gleitpfad. Etwa 15 Sekunden vor dem Aufprall erhöhten die Piloten in einer Entfernung von 6 Kilometern vom Flughafen die Triebwerksleistung, um die Fluggeschwindigkeit von etwa 260 km/h bei ausgefahrenen Klappen beizubehalten. Die negative Abweichung vom Gleitweg erhöhte sich dabei auf 40 Meter.
In den letzten 7,5 Sekunden vor dem Aufprall erhöhte sich der Anstellwinkel der Maschine binnen 1,5 Sekunden plötzlich von 5 auf 13 Grad und dann bis auf 15 Grad. Anschließend verblieb die Maschine etwa eine Sekunde lang in dieser Position, bis sie eine plötzliche Nickbewegung nach unten machte und aus ihrer Flughöhe von 320 Metern in einem steilen Sturzflug auf den Boden zusteuerte. Vier Sekunden vor dem Aufprall versuchten die Piloten, das Flugzeug aus dem Sturzflug abzufangen, indem sie die Steuersäule zu sich zogen, jedoch glückte das Manöver zur Vermeidung einer Kollision aufgrund der geringen Flughöhe nicht. Mit einer Fluggeschwindigkeit von 414 km/h und einer Vertikalgeschwindigkeit von 90 Metern pro Sekunde schlug die Antonow auf einem gepflügten Acker 4,6 Kilometer vor der Landebahn auf, brach auseinander und ging in Flammen auf.

## Ursache
Bei der Unfalluntersuchung wurde festgestellt, dass es im Flug zu einer Vereisung des Heckleitwerks gekommen war. Der Eisansatz bewirkte, dass der Anstellwinkel am Höhenleitwerk überkritische Werte erreichte. Als die Piloten im Anflug auf Naltschik die Landeklappen für die Landung in die Endstellung von 35 Grad ausfuhren, verlagerte sich der Auftriebsmittelpunkt nach hinten. Deshalb senkte die Maschine ihre Nase und ging in einen Sturzflug über. Wegen der geringen Flughöhe konnte sie aus der vertikalen Fluglage nicht mehr abgefangen werden.
Als Faktoren, die zu dem Unfall beitrugen, wurde unter anderem der unzuverlässige Wetterbericht der Flugsicherung von Naltschik beanstandet, in welchem Angaben über vorherrschende Vereisungsbedingungen fehlten, was daran lag, dass gefährliche Wetterphänomene nicht frühzeitig ermittelt und der Wetterbericht nicht schnell genug aktualisiert worden war. Im Betriebshandbuch seien zudem fehlerhafte Empfehlungen für die Durchführung von Anflügen unter Vereisungsbedingungen aufgeführt gewesen. Ferner wurde die unterlassene beziehungsweise zu spät ausgeführte Einschaltung der Anlage zur Flugzeugenteisung beanstandet, ebenso wie das Unvermögen der Besatzung, im Betriebshandbuch festgelegte Prozeduren zu befolgen.